# Васюта Іван Кирилович
Васюта Іван Кирилович (14 січня 1924 р. – 25 грудня 2013 р.) – викладач історії, доктор історичних наук, професор, ректор Івано-Франківського педагогічного інституту імені Василя Стефаника (1980–1982 рр.).Учасник Другої світової війни.

## Життєпис
Народився 14 січня 1924 р. в селі Спаське Сосницького району Чернігівської області в селянській родині. З десяти років працював у місцевому колгоспі «Шлях до комунізму». У 1938 р. закінчив Спаську неповну середню школу, а в 1941 р. – Сосницьку середню школу №1.
З червня по серпень 1941 р. працював інспектором політосвіти районного відділу народної освіти.
На початку Другої світової війни, при спробі евакуювався, потрапив в оточення та був змушений повернутися додому. З вересня 1941 р. до лютого 1943 р. з батьком займався сільським господарством у так званій «общині», переховувався від вивезення до Німеччини. У лютому 1943 р. долучився до партизанського загону генерал-майора Олексія Федорова, що діяв на території Коропецького району Чернігівщини. Брав участь у рейді загону ім. Сталіна Західною Україною і Білорусією. У квітні 1944 р., після розформування партизанських загонів О.Федорова, був направлений в органи НКВС. До звільнення Львова знаходився в групі військ НКВС у Львівській області, згодом у місті Кременці Тернопільської області. З червня 1944 р. працював у другому відділі міліції Львова на посаді паспортиста та дільничного уповноваження.
Працюючи в органах НКВС, одночасно закінчив підготовчі курси при Львівському університеті імені Івана Франка. У 1945 р. вступив на історичний факультет цього університету, який у 1950 р. закінчив на відмінно та отримав рекомендацію в аспірантуру. У 1954 р. захистив кандидатську дисертацію «Становище та боротьба робітничого класу Західної України (1920–1929 рр.)», направлений старшим викладачем історії СРСР у Станіславський (Івано-Франківському) педінститут. Доцент (1961), завідувач кафедри історії СРСР і УРСР (1964). У 1972 р. захистив докторську дисертацію «Аграрні відносини і революційна боротьба селянства Західної України 1919–1939 рр.». У 1973 р. – проректор з наукової роботи. У 1975 р. присвоєно вчене звання професора.
20 березня 1980 р. І. К. Васюту призначено ректором Івано-Франківського педагогічного інституту, але, за станом здоров’я, 15 вересня 1982 р. звільнився із керівної посади. У 1984 р. залишив посаду завідувача кафедри історії СРСР і УРСР, пізніше – перейшов на посаду професора кафедри історії СРСР Львівського державного університету імені Івана Франка. У 1992–1997 рр. – професор кафедри слов’янських країн цього університету.
Автор 16 монографій, близько 200 наукових, науково-популярних і методичних праць. До сфери наукових зацікавлень належали проблеми політичної та соціально-економічної історії України, революційного і національно-визвольного руху на західноукраїнських землях, українсько-польських стосунків нової і новітньої доби, краєзнавства. Найбільші здобутки в царині вивчення аграрної історії Західної України міжвоєнного періоду.

## Особисте життя
Син Васюта Сергій Іванович — професор, доктор історичних наук

## Нагороди
- СРСР Медаль Рядянського Фонду Миру[5]
- СРСР Орден Вітчизняної війни[5]

## Див.також
Список професорів-істориків ПНУ імені В.Стефаника